# Jan Antonín Losy
Jan Antonín Losy mladší, hrabě z Losinthalu (psán též Losi, Logi, z Losymthalu, z Losimthalu, z Losintálu; * kolem roku 1645 nebo 1650, zámek Štěkeň – 22. srpna 1721, Praha), byl český loutnista, houslista a hudební skladatel.

## Původ

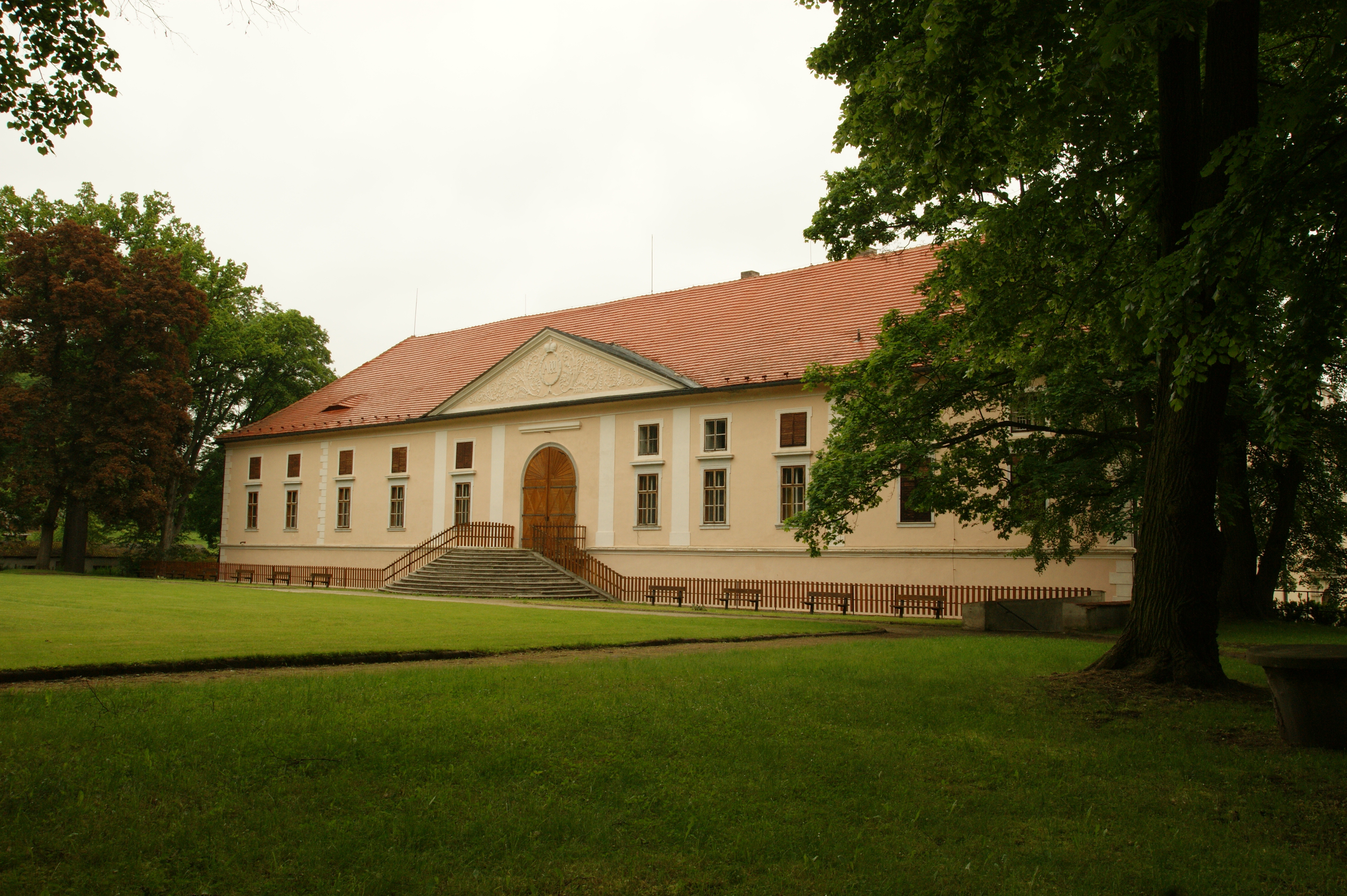
Zámek Štěkeň, místo narození Jana Antonína mladšího

Rod Losyů z Losinthalu pocházel z kantonu Graubünden ve Švýcarsku, pravděpodobně z okolí obce Poschiavo. V roce 1627 se přestěhoval do Prahy za příležitostmi, které skýtala třicetiletá válka. Otec Jan Antonín Losy starší († 1682) působil jako dvorní kancléř, poté se stal inspektorem nad vinnými, pivními a solnými důchody armády. Matka Anna Konstancie zemřela 1690 a Jan Antonín Losy mladší na její počest zkomponoval tombeau, zachované v transkripci pro kytaru.
Roku 1648 byl Jan Antonín Losy, otec pozdějšího hudebníka stejného jména, povýšen do panského stavu a roku 1655 nejprve do říšského a následně i do českého hraběcího stavu. Kapelník Gottfried Heinrich Stölzel uvádí jeho roční příjem z nájmů ve výši 80 000 zlatých a zřejmě není daleko od pravdy. Budovy byly koupeny za symbolickou cenu buď jako poničené třicetiletou válkou, nebo byly získány jako majetek zabavený protestantům, kteří opustili Čechy po bitvě na Bílé hoře. Po koupi několika domů v Hybernské ulici v Praze se Jan Antonín Losy starší rozhodl nechat na jejich místě postavit palác. Ten dodnes stojí na adrese Hybernská 7 a je znám jako Lidový dům, sídlo České strany sociálně demokratické.

## Život

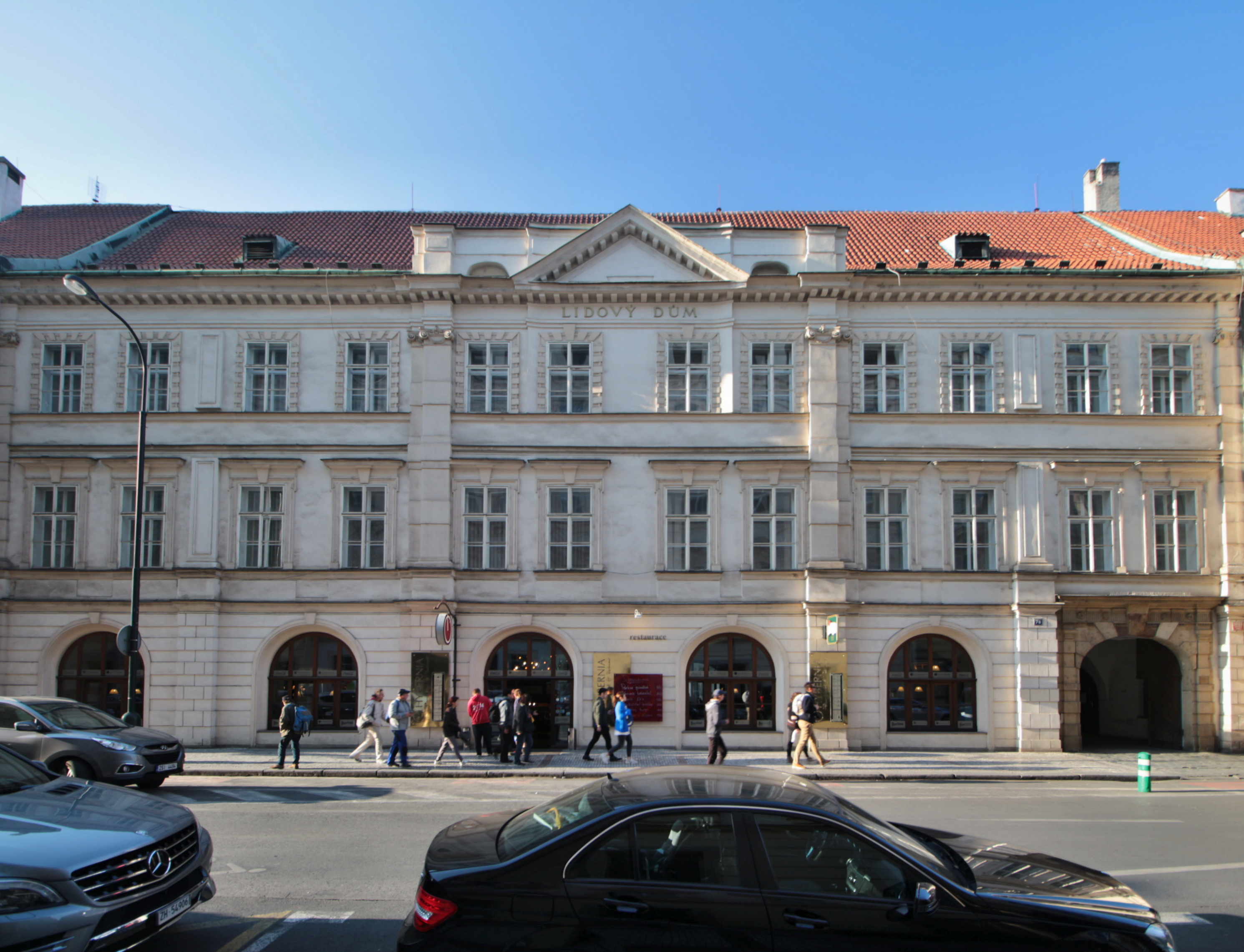
Losyovský palác (Lidový dům) v Praze

V roce 1648 dostal Losy starší též hrad Štěkeň, který rodina využila jako jediné obyvatelné místo na konci třicetileté války. Tam se podle všeho narodil i Jan Antonín Losy mladší. Přesné datum narození neznáme. Jediný spolehlivý časový údaj je rok jeho promoce – 1668. Datum úmrtí také není v historických dokumentech zcela jasné. Ernst Gottlieb Baron ve svém spise o historii loutny uvádí, že zemřel ve věku přibližně 80 let. Dlabacž uvádí věk 83 let a Eitner se odvolává na Matthesona s 80 roky. Je však pravděpodobné, že u všech zmíněných došlo k záměně Losyho mladšího se starším. Podle Emila Vogla bylo loutnistovi v době smrti 71 let, z čehož vyplývá, že se narodil roku 1650. Přesné datum narození však není možné zjistit, neboť údaje ze Štěkně jsou známy teprve od roku 1687, předchozí spisy zničil požár.
Mladý hrabě Losy získal doktorát z filozofie na Karlo-Ferdinandově univerzitě v roce 1668. Na titulním listě disertační práce s názvem „Conclusiones philosophicae, seuphilosophia Margaritis exornata“ se nachází i jediný dochovaný portrét mladého loutnisty. Dlabacž o něm píše: „V mládí se chopil loutny a stal se takovým virtuózem, že mu nebylo rovno ani ve Francii, ani v Itálii.“ První kontakt s loutnou poskytl mladému hraběti jeho sluha a učitel Achazius Kazimir Huelse. Další vzdělání ve hře na loutnu získal zřejmě při svých studijních cestách, o nichž však nemáme žádné spolehlivé informace. Je ale jasné, že více než italský styl ho ovlivnila novofrancouzská loutnová škola v čele s Denisem Gaultierem. Jistě víme jen to, že se Jan Antonín Losy zúčastnil v roce 1697 hudební soutěže v Lipsku. Této soutěže se zúčastnili také Bachův předchůdce v úřadu kantora u svatého Tomáše Johann Kuhnau hrou na klavír a Pantaleon Hebenstreit na pantaleon (jím vynalezený nástroj podobný cimbálu). Dobové prameny hovoří o tom, že Losy údajně zahrál tak vznešeně jako Besard.
Podle Dlabacže si Losy údajně každý nový nápad okamžitě zapisoval a byl kvůli tomu ochoten i zastavit koně. Mnoho nespal, ráno vstával brzy, dopoledne se věnoval svému úřadu, ale odpoledne už v sále hrál na housle doprovázen křídlem. Často prý držel prodlevy na disonanci velmi dlouho a volal „È una nota d’oro!“, načež stejný úsek přehrál třikrát i čtyřikrát.
Losy byl člověkem veselé povahy a vtipným společníkem, v kompozici předčil mnohé Francouze. Byl obdivovatelem Jeana-Baptiste Lullyho (který byl italského původu), a každý večer přehrával čísla z jeho nových oper, čímž se udržoval v kondici.
Když zemřel, obdivovatelé ovázali loutnu a housle černou stuhou, aby naznačili, že jejich zvuky jsou mrtvé. Dlabacž udává jako příčinu smrti mozkovou mrtvici. Kromě Lullyho se nechal Losy rád unášet hudbou Johanna Josepha Fuxe, s níž se zřejmě stýkal při svých služebních cestách do Vídně. Jak Lullyho, tak i Fuxe propagoval pořádáním koncertů ve svém paláci v Hybernské ulici.
Měl syna Adama Filipa Losyho z Losinthalu (1705–1781), který 29. srpna 1723 v přítomnosti císařské rodiny na Pražském hradě zpíval bas při komorní gratulační serenatě Il Giorno felice u příležitosti narozenin císařovny Alžběty Kristýny.

## Stav bádání
První autor zmiňující se o Losym je loutnista Philipp Franz Le Sage de Riché, jenž vydal Losyho „Courante extraordinaire“ ve své sbírce Cabinet des Lauten (Wrotzlaw 1695). Je to jediná skladba v tomto sborníku jiné než francouzské provenience a jediná Losyho skladba vydaná za jeho života tiskem. O tom, jak si Le Sage Losyho cenil, svědčí i titulní list této sbírky, kde je zobrazeno pět knih ležících jedna na druhé. Spodní je otočena hřbetem jinam, takže nepřečteme jméno, dále ale můžeme číst Gaultier, Mouton, Dufaut a na nejvrchnější Losy. V předmluvě se dále dočteme, že Losy je knížetem všech loutnistů. V roce 1715 Losyho navštívil Stölzel a zmiňuje se o tom, že hrabě trávil rána v posteli a hrál na loutnu. Tehdy mu bylo 65 let a zřejmě prodělal nějaké srdeční onemocnění, případně Dlabacžem zmíněnou mrtvici.

## Smrt
Datum Losyho smrti bylo dlouho neznámé. Adolf Koczirz uvádí v Rakouské loutnové hudbě v letech 1650–1720 rozmezí 9. 8. a 2. 9. 1721 a argumentuje sepsáním závěti a zapsáním závěti do státního registru. Vogl však našel zápis v jiné farnosti, než kam náležel palác v Hybernské ulici, kde stojí, že Losy zemřel 22. 8. 1721 ve věku 71 let na vodnatelnost. Pohřben byl, stejně jako jeho otec, v nedalekém kostele Neposkvrněného početí Panny Marie. Ten byl součástí kláštera irských františkánů (Hybernů), který padl za oběť josefínským reformám, roku 1810 získal empírovou podobu a byl přestavěn na skladiště tabáku. Při této přestavbě byla Losyho hrobka zničena. Od roku 2006 známe tuto budovu jako dům U Hybernů.

## Dílo
Zachovalo se několik desítek jeho skladeb pro loutnu a přepisy loutnových skladeb pro další nástroje (kytara, mandora, angelika, klávesy, melodický nástroj (housle?)).
Po 300 letech zazněla hudba J. A. Losyho v jeho rodném zámku Štěkeň.